# لیل-دوروال، کبک

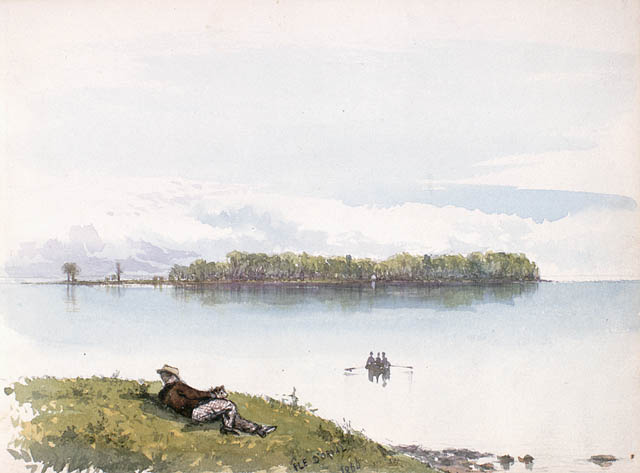
پرترهٔ نقاشی از شهرک «لیل-دوروال» اثری از هنرمند شهیر انگلیسی «فرانسیس آن هاپکینز» - به تاریخ ۱۸۶۶

لیل-دوروال (به فرانسوی: L'Île-Dorval) شهرکی در ناحیه مونترئال در استان کبک کانادا است. در سرشماری سال ۲۰۱۱ این شهرک ۲ نفر جمعیت داشته‌است و مساحت آن ۰٫۱۸ کیلومتر مربع است.